# Stanislaw Walerjewitsch Pochilko
Stanislaw Walerjewitsch Pochilko (russisch Станислав Валерьевич Похилько; * 14. Juni 1975 in Nischni Tagil) ist ein ehemaliger russischer Skispringer.

## Werdegang
Pochilko bestritt am 1. Januar 1994 im Rahmen der Vierschanzentournee 1993/94 in Garmisch-Partenkirchen auf der Großen Olympiaschanze sein erstes und einziges Springen im Skisprung-Weltcup. Mit Rang 48 schied er dabei im ersten Durchgang aus und verpasste die Punkteränge deutlich.
Wenige Wochen später startete er bei den Olympischen Winterspielen 1994 in Lillehammer. Von der Normalschanze erreichte er punktgleich mit Dejan Jekovec den 41. Platz. Wenig später sprang er von der Großschanze auf den 44. Platz. Im Team-Wettbewerb erreichte er gemeinsam mit Michail Jessin, Dmitri Tschelowenko und Alexei Solodjankin den 12. und damit letzten Rang.
Pochilko war Mitbegründer der Skisprungorganisation Jekaterinburg und lebt heute auch dort.